# Lê Duy Thanh
Lê Duy Thanh (sinh ngày 19 tháng 12 năm 1990 tại Ninh Thuận) là một cầu thủ bóng đá Việt Nam hiện đang thi đấu cho câu lạc bộ Khánh Hòa ở vị trí tiền vệ. Anh là thành viên của đội U-21 Việt Nam giành chức vô địch Giải bóng đá U-21 Quốc tế báo Thanh niên 2011 tổ chức tại TP. Pleiku - tỉnh Gia Lai.

## Sự nghiệp cầu thủ

### Những năm đầu
Lê Duy Thanh bắt đầu chơi bóng từ khi còn nhỏ tuổi. Năm 2000, năng khiếu đá bóng của Thanh lọt vào mắt xanh HLV Thanh Sơn của đội trẻ Ninh Thuận. Anh ngay lập tức được gọi vào đội năng khiếu của tỉnh Ninh Thuận. Năm 2003, anh là đội trưởng của U-13 Ninh Thuận tham dự giải U-13 toàn quốc 2003 tranh Cúp Mikka tại Nghệ An và giành được Huy chương Đồng. Một năm sau đó, Duy Thanh tiếp tục cùng trẻ Ninh Thuận giành Huy chương Bạc tại Hội khỏe Phù Đổng toàn quốc lần thứ VI tổ chức tại Huế và Huy chương Đồng giải giải U-15 Quốc gia Cúp báo Tiền Phong tại Nam Định.
Năm 2007, Duy Thanh là cầu thủ quan trọng trong đội hình U-17 Ninh Thuận giành vé tham dự VCK Giải vô địch bóng đá U17 Việt Nam được tổ chức tại Thành phố Hồ Chí Minh. Ở giải đấu đó, U-17 Ninh Thuận đã bị loại ở vòng bảng nhưng Duy Thanh đã gây được ấn tượng và lọt vào đội hình tiêu biểu giải đấu năm ấy.

### Đội trẻ Hoàng Anh Gia Lai
Tháng tháng 9 năm 2007, đội U-17 Ninh Thuận phải giải tán vì không có kinh phí để hoạt động. Duy Thanh cùng nhiều cầu thủ trẻ tài năng khác của Ninh Thuận được giới thiệu vào đội trẻ của CLB bóng đá Hoàng Anh Gia Lai. Năm 2009, anh cùng với đội U-19 Hoàng Anh Gia Lai giành được thành tích đầu tiên tại Giải vô địch bóng đá U19 Việt Nam với tấm Huy chương Bạc. Ở giải đấu này, Duy Thanh vinh dự được bầu là Cầu thủ xuất sắc nhất giải. Một năm sau đó, tại vòng chung kết Giải vô địch bóng đá U21 Việt Nam năm 2010, Duy Thanh tiếp tục cùng với U-21 Hoàng Anh Gia Lai giành thêm tấm Huy chương Đồng.
Đánh giá về Duy Thanh, cựu giám đốc kĩ thuật Hoàng Anh Gia Lai Nguyễn Văn Vinh nhận xét: "Tầm nhìn chiến thuật và khả năng xử lý bóng của thằng bé rất có triển vọng trở thành tiền vệ trung tâm tên tuổi. Nhưng muốn thế cậu phải tăng cường nền thể lực nhiều hơn. Những pha xử lý bớt rườm rà, đặc biệt phải rèn luyện nhân cách thường xuyên mới thành tài được...".

### Hoàng Anh Gia Lai
Với sự tiến bộ vượt bậc không ngừng trong thời gian ngắn, Lê Duy Thanh đã sớm được đôn lên đội hình 1 của Hoàng Anh Gia Lai tham dự V-League 2010. Tuy nhiên, trong mùa giải đầu tiên thi đấu chuyên nghiệp, tiền vệ gốc Ninh Thuận đã không có nhiều cơ hội ra sân thi đấu. Đến giữa mùa giải V-League 2011, Lê Duy Thanh chuyển xuống thi đấu ở giải hạng Nhất cho Huda Huế với bản hợp đồng cho mượn đến hết mùa.
Trở lại V-League 2012 trong màu áo Hoàng Anh Gia Lai, Duy Thanh vẫn chưa nhận được sự tin tưởng của HLV trưởng Choi Yoon Kyum khi ít được HLV này tung vào sân thi đấu dù anh từng được ví là ThongLao phiên bản 2 của phố Núi. Tháng 9 năm 2012, Duy Thanh được tăng cường cho đội U-21 Ninh Thuận tham dự vòng chung kết Giải vô địch bóng đá U21 Việt Nam 2012. Anh đã chơi khá nổi bật, ghi được 2 bàn thắng và giúp U-21 Ninh Thuận giành HCB.

## Sự nghiệp quốc tế

### U-17 Việt Nam
Năm 2007, sau khi giải U-17 Quốc gia kết thúc, Lê Duy Thanh từng góp mặt trong đội tuyển U-17 Việt Nam sang thi đấu giao hữu tại Lào nhân Tuần giao lưu văn hóa giữa hai nước. 

### U-21 Việt Nam
Tháng 9 năm 2011, Lê Duy Thanh được triệu tập vào đội tuyển U-21 Quốc gia Việt Nam tham dự Giải bóng đá U21 Quốc tế báo Thanh niên 2011 tổ chức trên sân vận động Pleiku - tỉnh Gia Lai. Ở giải đấu này, anh cùng với các đồng đội đã thi đấu xuất sắc và giành được chức vô địch.
Ngày 7 tháng 10 năm 2011, Lê Duy Thanh ghi bàn cho đội tuyển U-21 Việt Nam trong trận giao hữu từ thiện gặp U-21 Thái Lan tại Ninh Thuận.

### U-22 Việt Nam
Tháng 11 năm 2012, sau khi chơi nổi bật tại VCK U21 Quốc gia 2012 và giải U-21 Quốc tế Báo Thanh Niên 2012, Lê Duy Thanh tiếp tục được triệu tập vào đội U-22 Việt Nam tham dự BTV Cup 2012 tại Bình Dương.

## Danh hiệu

### Hoàng Anh Gia Lai
- HCB Giải vô địch bóng đá U19 Việt Nam năm 2009
- HCĐ Giải vô địch bóng đá U21 Việt Nam năm 2010
- Hạng 3 V.League: 2013

### Ninh Thuận
- HCĐ Giải bóng đá thiếu niên toàn quốc năm 2003
- HCĐ Giải vô địch bóng đá U15 Việt Nam năm 2004
- HCB Giải vô địch bóng đá U21 Việt Nam năm 2012

### Khánh Hòa
- Á quân V.League 2: 2022

### U-21 Việt Nam
- Vô địch Giải bóng đá U21 Quốc tế báo Thanh niên 2011

### Thành tích cá nhân
- Cầu thủ xuất sắc nhất Giải vô địch bóng đá U19 Việt Nam năm 2009[13]